# Centaurea jordaniana
Centaurea jordaniana — вид квіткових рослин айстрових (Asteraceae). Ендемік пд.-сх. Франції.

## Морфологічна характеристика
Стебла висхідні, часто дугоподібні, білуваті. Листки знизу менш білі, зеленуваті, зверху павутинисті, але не запушені, верхні яйцюваті або еліптичні, звужені біля основи, не обхоплюють стебло. Обгортка довгасто-циліндрична до розпускання. Період цвітіння: червень і липень.